# Episodi di Lego City Adventures (prima stagione)
La prima stagione della serie animata Lego City Adventures, composta da 13 episodi, è stata trasmessa negli Stati Uniti, da Nickelodeon, dal 22 giugno all'8 dicembre 2019.
In Italia è stata trasmessa dal 25 novembre 2019 su Nickelodeon.
| n° | Codice di produzione | Titolo originale     | Titolo italiano                | Prima TV USA     | Prima TV Italia  |
| -- | -------------------- | -------------------- | ------------------------------ | ---------------- | ---------------- |
| 1  | 101                  | Cubs and Robbers     | Cuccioli e predoni             | 22 giugno 2019   | 25 novembre 2019 |
| 1  | 101                  | Billy the Bug        | Billy il bacherozzo            | 22 giugno 2019   | 26 novembre 2019 |
| 2  | 102                  | Sky Police           | La Polizia Aerea               | 29 giugno 2019   | 27 novembre 2019 |
| 2  | 102                  | Father's Day Parade  | La parata della paternità      | 29 giugno 2019   | 28 novembre 2019 |
| 3  | 103                  | Race to the Top      | In corsa per la vetta          | 6 luglio 2019    | 29 novembre 2019 |
| 3  | 103                  | Meet Harl Hubbs      | Vi presento Harl Hubbs         | 6 luglio 2019    | 2 dicembre 2019  |
| 4  | 104                  | Doorman of the City  | Il portiere della città        | 27 luglio 2019   | 3 dicembre 2019  |
| 4  | 104                  | Fendrich In The Wild | Fendrich e la natura selvaggia | 27 luglio 2019   | 4 dicembre 2019  |
| 5  | 105                  | Poppy Starr          | Poppy Starr                    | 10 agosto 2019   | 5 dicembre 2019  |
| 5  | 105                  | The Spooky One       | La casa spettrale              | 10 agosto 2019   | 6 dicembre 2019  |
| 6  | 106                  | Small Carol          | La piccola Carol               | 10 novembre 2019 |                  |
| 6  | 106                  | Last Man Floating    | L'ultimo che fluttua, vince    | 10 novembre 2019 |                  |
| 7  | 107B                 | Evil Layers          |                                | 17 novembre 2019 |                  |
| 8  | 108A                 | Buster               |                                | 17 novembre 2019 |                  |
| 9  | 108B                 | Shirley Keeper       |                                | 24 novembre 2019 |                  |
| 10 | 109A                 | 3, 2, 1              |                                | 24 novembre 2019 |                  |
| 11 | 107A                 | Police Navidad       |                                | 1º dicembre 2019 |                  |
| 12 | 109B                 | Paradoors            |                                | 1º dicembre 2019 |                  |
| 13 | 110                  | Slam the Door        |                                | 8 dicembre 2019  |                  |
| 13 | 110                  | JAILBREAK!           |                                | 8 dicembre 2019  |                  |